# Гідрокарбіленова група
Гідрокарбіленова група (рос. гидрокарбиленоая группа, англ. hydrocarbylene group) — двовалентна група, утворена відніманням двох атомів Н від атома С, вільні валентності якого не задіяні в подвійному хімічному зв'язку.
Приклади: 1,3-фенілен, пропан-1,3-діїл–CH2CH2CH2–, метилен–CH2–.